# Austroperipatus aequabilis
Austroperipatus aequabilis är en klomaskart som beskrevs av Reid 1996. Austroperipatus aequabilis ingår i släktet Austroperipatus och familjen Peripatopsidae. Inga underarter finns listade i Catalogue of Life.